# Josef Schlömicher-Thier
Josef Schlömicher-Thier (* 20. März 1954 in Vorau/Steiermark) ist ein österreichischer Politiker der SPÖ. Von 2009 bis 2013 war er Abgeordneter zum Salzburger Landtag.

## Leben
Josef Schlömicher-Thier wuchs in Vorau (Steiermark) auf. Nach seiner Schulzeit begann er eine Lehre als Bierbrauer bei der Brauerei Puntigam. Nach Abschluss der Ausbildung studierte er an der Universität Graz Gesang und Medizin. Seine Fachausbildung (HNO) absolvierte er in Salzburg. In Neumarkt am Wallersee eröffnete er 1996 seine Praxis. Seit 1996 ist Schlömicher-Thier medizinischer Betreuer der Salzburger Festspiele. 
Politisch engagierte er sich bereits in der Gewerkschaftsjugend und später während seines Studiums als Studierendenvertreter. In Köstendorf ist er seit 2004 als Gemeinderat für die SPÖ tätig. 2009 wurde er in den Salzburger Landtag gewählt. Schlömicher-Thier war Bereichssprecher für Gesundheit und Krankenanstalten.
| Personendaten    | Personendaten                                          |
| ---------------- | ------------------------------------------------------ |
| NAME             | Schlömicher-Thier, Josef                               |
| KURZBESCHREIBUNG | österreichischer Politiker (SPÖ), Landtagsabgeordneter |
| GEBURTSDATUM     | 20. März 1954                                          |
| GEBURTSORT       | Vorau                                                  |